# Climacia desordenata
Climacia desordenata är en insektsart som beskrevs av Monserrat 2005. Climacia desordenata ingår i släktet Climacia och familjen svampdjurssländor. Inga underarter finns listade i Catalogue of Life.